# Монтиньи (Кальвадос)
Монтиньи́ (фр. Montigny) — коммуна во Франции, находится в регионе Нижняя Нормандия. Департамент коммуны — Кальвадос. Входит в состав кантона Эвреси. Округ коммуны — Кан.
Код INSEE коммуны — 14446.

## Население
Население коммуны на 2010 год составляло 97 человек.
| 1962 | 1968 | 1975 | 1982 | 1990 | 1999 | 2010 |
| ---- | ---- | ---- | ---- | ---- | ---- | ---- |
| 81   | 96   | 69   | 81   | 71   | 78   | 97   |

## Экономика
В 2010 году среди 62 человек трудоспособного возраста (15—64 лет) 49 были экономически активными, 13 — неактивными (показатель активности — 79,0 %, в 1999 году было 73,1 %). Из 49 активных жителей работали 44 человека (25 мужчин и 19 женщин), безработных было 5 (2 мужчин и 3 женщины). Среди 13 неактивных 6 человек были учениками или студентами, 5 — пенсионерами, 2 были неактивными по другим причинам.